# Рубенштейн, Джошуа
Джошуа Рубинштейн — американский активист и писатель, исследователь инакомыслия в бывшем Советском Союзе. В 2002 году получил Национальную еврейскую книжную премию в области исследований Восточной Европы за книгу «Stalin’s Secret Pogrom».

## Биография
Родился в Новой Британии, штат Коннектикут. Получил степень бакалавра в Колумбийском университете в 1971 году, состоял членом общества Phi Beta Kappa. Был учеником Лайонела Триллинга. Первокурсником принимал участие в протестах Колумбийского университета в 1968 году. Во время учебы совершил шестинедельное языковое турне по Советскому Союзу и познакомился с ленинградским художником Вильямом Бруйем, о котором впоследствии рассказал в передаче ARTnews, в результате чего был принят на работу в газету Boston Phoenix.
В 1975 году присоединился к Amnesty International и в течение 37 лет был северо-восточным региональным директором. Работал с советскими диссидентами и узниками совести, а также организовывал кампании по освобождению активистов в Пакистане, бывшей Родезии и Эквадоре. Критикует Израиль за нарушения прав человека и выступает против смертной казни.
Как писатель Рубинштейн опубликовал восемь книг, посвященных советским диссидентам преследованиям Иосифа Сталина еврейских интеллектуальных лидеров. Написал биографии Ильи Эренбурга и Льва Троцкого.
В настоящее время является заместителем директора по крупным пожертвованиям в Гарвардской школе права; долгое время был сотрудником Центра Дэвиса по изучению России и Евразии при Гарвардском университете.